# あおぞらくん

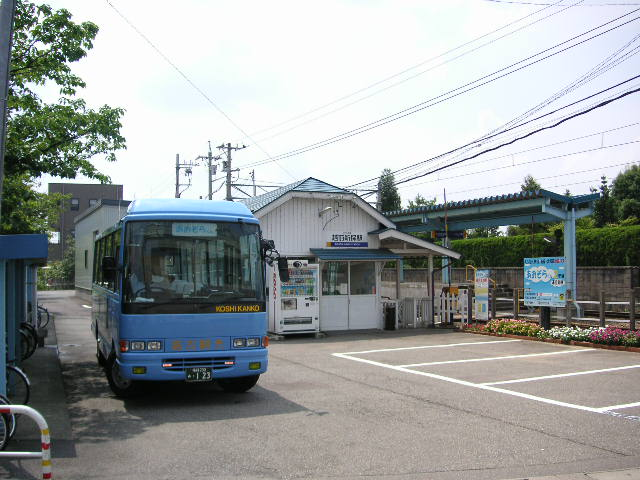
あおぞらくん（越前新保駅前に停車中）

あおぞらくんは、かつて福井県福井市にあるえちぜん鉄道勝山永平寺線の越前新保駅を発着し、同市新保・大和田地区の商業施設などを巡回していた買い物バス。えちぜん鉄道が運営主体で運行を福井交通に委託。沿線の各商業施設などが協賛していた。

## 運行までの経緯

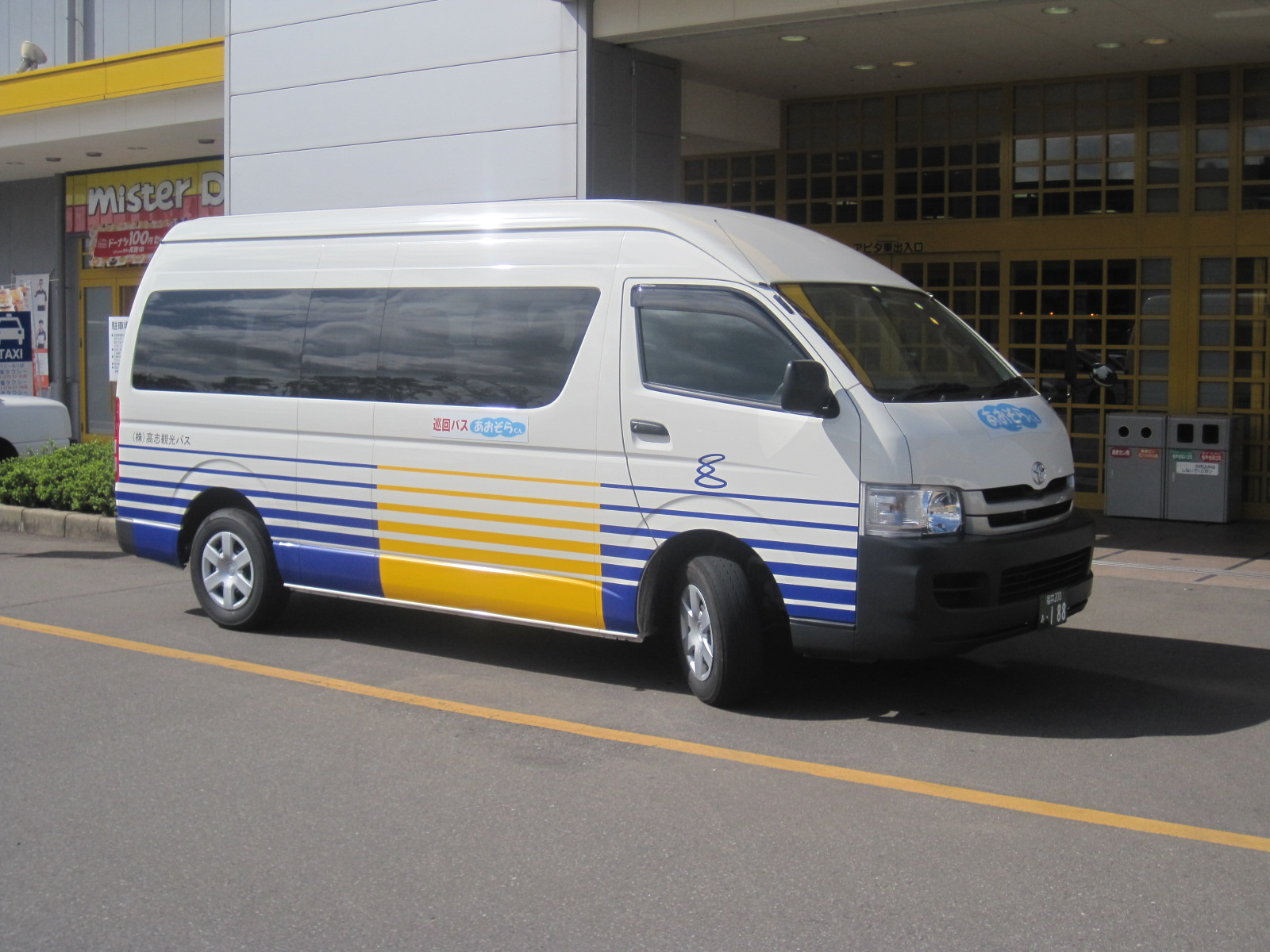
高志観光バス（撮影時点）のあおぞらくん（トヨタ・ハイエース）

福井市中心部から北東約7kmの国道8号福井バイパス周辺にある新保・大和田地区では、20世紀末期から大型商業施設が次々にオープンし、北陸地方有数の商業地となるまでに急成長してきたが、公共交通機関の便に乏しく各施設間の移動もそれぞれの駐車場が広いため1km以上となることがしばしばあり、マイカーを持たない交通弱者には縁のない場所であった。そこで付近に路線を持つ京福バスは2003年、潜在需要が多いと思われる同地区周辺を1時間2～3本体制へ大幅増便、同年に休止状態であった京福電鉄越前本線などの免許を譲り受け営業を始めた第三セクター、えちぜん鉄道も他の有人駅数駅とともに最寄駅である越前新保駅にて無料のレンタサイクルを開始した。
同駅のレンタサイクルの利用者の目的も勝山永平寺線沿線の吉田郡及び勝山市方面から新保・大和田地区へのショッピングであることが明確であった。しかし同地区へは駅から約2～3kmと距離があるため高齢者層や乳幼児連れの自転車移動は依然として困難であり、新たな顧客獲得を目指し同鉄道及び商業施設側の思惑が一致、実験運行の開始に繋がった。
福井市中心部からも路線バスを利用した場合より所要時間は乗換を含めて少々多くかかるが、往復の大人運賃は若干安くなっていた（通常価格の場合）。
ただ、2008年6月2日よりフェアモール福井の専門店組合であるエルパが京福バスと協力する形で路線バス「大和田エコライン」（のちの「大和田大学病院線」）を開設し、フェアモール福井の駐車場内に新設した停留所に乗り入れる系統について、福井駅から大人200円、田原町駅から大人100円の割引運賃を適用していた（2024年2月23日終了）。その場合、えちぜん鉄道とあおぞらくんの組み合わせより安かった。

## 沿革
- 2004年（平成16年）11月 - 単一方向巡回ルート、5停留所で実験運行開始。
- 2005年（平成17年）11月1日 - 両方向巡回ルート、7停留所に増強。
- 2021年（令和3年）4月1日 - 運行経路を見直し。これに併せて、平日の運行を取り止める[1]。
- 2024年（令和6年）1月3日 - この日をもって運行終了し、路線廃止[2]。

## 運賃制度
1乗車：200円（小学生以上）
備考
- 乗車券は越前新保駅（えちぜん鉄道勝山永平寺線）とバス車内で販売[3]。
- かつては「あおぞらくん1日ふりーきっぷ」という1日乗車券（小学生以上200円、発売当日フリー乗降可）を販売していた。
- 2005年10月までは1巡回有効で、切符は越前新保駅降車時に回収していた。

## 路線

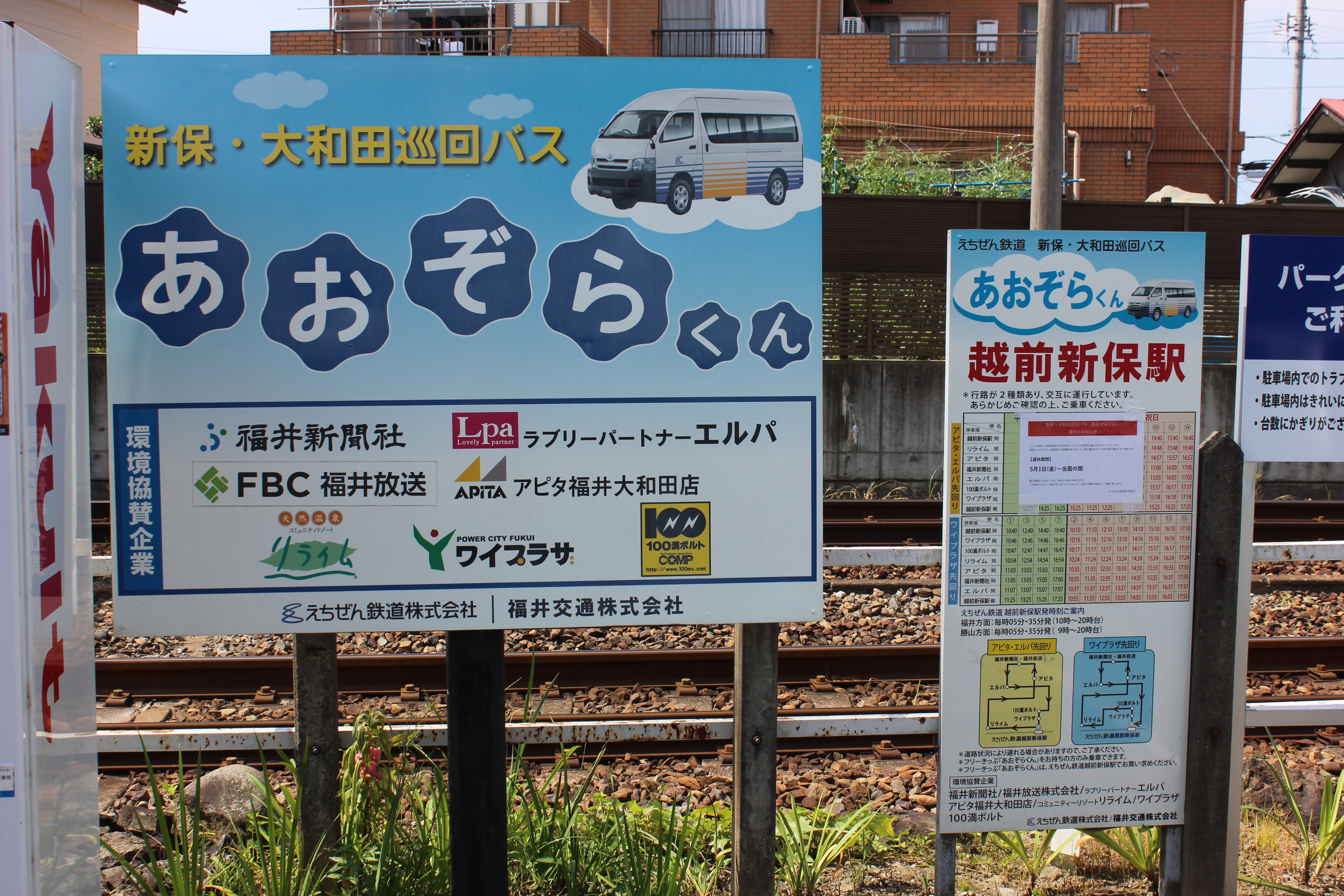
越前新保駅前にあるバス停。協賛企業の名称が表示されている。

2021年4月1日から2024年1月3日まで
- 越前新保駅 → ワイプラザ →  アピタ →  福井新聞社 → ワイプラザ → 越前新保駅

※土曜日・休日にジャンボタクシー2台で30分間隔の交互運行。16便が設定されていた。
2021年3月31日まで
- アピタ・エルパ先回り（平日3便、土曜日・休日7便）
  - 越前新保駅 → リライム → アピタ → 福井新聞社・福井放送 → エルパ → 100満ボルト → ワイプラザ → 越前新保駅
- ワイプラザ先回り（平日4便、土曜日・休日8便）
  - 越前新保駅 → ワイプラザ → 100満ボルト → リライム → アピタ → 福井新聞社・福井放送 → エルパ → 越前新保駅

※運行本数は2020年時点。両路線とも、新型コロナウイルス感染拡大防止のため、2020年5月1日から運休となり、そのまま廃止された。

## 車両
- トヨタ・ハイエース